# Владивостоцький тролейбус
Владивостоцький тролейбус (рос. Владивостокский троллейбус) — діюча тролейбусна система Росії у місті Владивосток.  

## Історія
Перші тролейбуси на вулицях міста з'явилися 29 січня 1965 року, у наступні десятиліття система поступово розбудовувалася. На початку 1990-х років в місті працювало вже 7 маршрутів а довжина контактної мережі становила близько 45 км. В ті часи, незважаючи на проблеми в економіці, в місті все ще продовжувалося будівництво нових ліній. Проблеми у електротранпорту міста почалися з початку 2000-х років. Через стрімке зменшення фінансування та величезну конкуренцію з боку приватних маршруток, було скасовано більшість маршрутів також постійно збільшувалися інтервали на ще діючих. Це призвело до ще більших збитків компанії-перевізника. Незабаром в місті залишилося лише 2 регулярних маршрута. Контактна мережа з недіючих маршрутів була поступово демонтована. У 2010-х роках владивостоцький тролейбус не зазнав суттєвих змін, лише далі зменшувався випуск машин на лінію.
У 2019 році стало відомо що влада міста вирішила придбати 2 електробуса з ультрашвидкою зарядкою та дизельним опалювачем салону. На придбання нової техніки та зарядної станції було виділено близько 78 млн рублів, таким чином новий електробус обійшовся місту майже втричі дорожче за класичний тролейбус. У 2020 році нові електробуси почали курсувати однією з центральних вулиць міста, але користь від електробусного маршруту дуже сумнівна, оскільки він повністю дублюється більш ніж десятком наявних автобусних маршрутів.  

## Маршрути

Схема маршрутів станом на 2019 рік

| Перелік тролейбусних маршрутів | Перелік тролейбусних маршрутів | Перелік тролейбусних маршрутів | Перелік тролейбусних маршрутів |
| №                              | Маршрут руху                   | Кількість випусків             | Інтервал руху                  |
| ------------------------------ | ------------------------------ | ------------------------------ | ------------------------------ |
| 5                              | Автовокзал — завод «Варяг»     | 3 одиниці                      | 15-20 хвилин                   |
| 11                             | Автовокзал — клінічна лікарня  | 4 одиниці                      | 7-10 хвилин                    |

### Скасовані маршрути
- № 1. Покровський парк — Чайка
- № 2. Фокіна — завод «Варяг»
- № 2к. Покровський парк — завод «Варяг»
- № 3. Покровський парк — фабрика «Заря»
- № 4. Фуникулер — завод «Варяг»
- № 4а. Завод «Варяг» — Фуникулер — магазин «Изумруд»
- № 6. Покровський парк — Океанська
- № 7. Океанська — Універсам
- № 8. Чайка — Фуникулер — магазин «Изумруд»
- № 9. Универсам — Чайка
- № 10. Фокіна — клінічна лікарня
- № 12. Фуникулер — клінічна лікарня

## Рухомий склад
На балансі єдиного в місті тролейбусного депо знаходиться 17 одиниць рухомого складу, з яких лише 7 машин щодня виходять на маршрути. Всі 14 тролейбусів моделі ЗіУ-682Г випущені у 2006 році. Більш сучасніші низькопідлогові тролейбуси моделі ВМЗ-5298.01 «Авангард», випущені у 2012-2016 роках, але їх в місті лише 3. У 2020 році влада міста веде перемовини з урядом Москви щодо передачи 10 списаних тролейбусів що раніше курсували вулицями Москви.

## Галерея

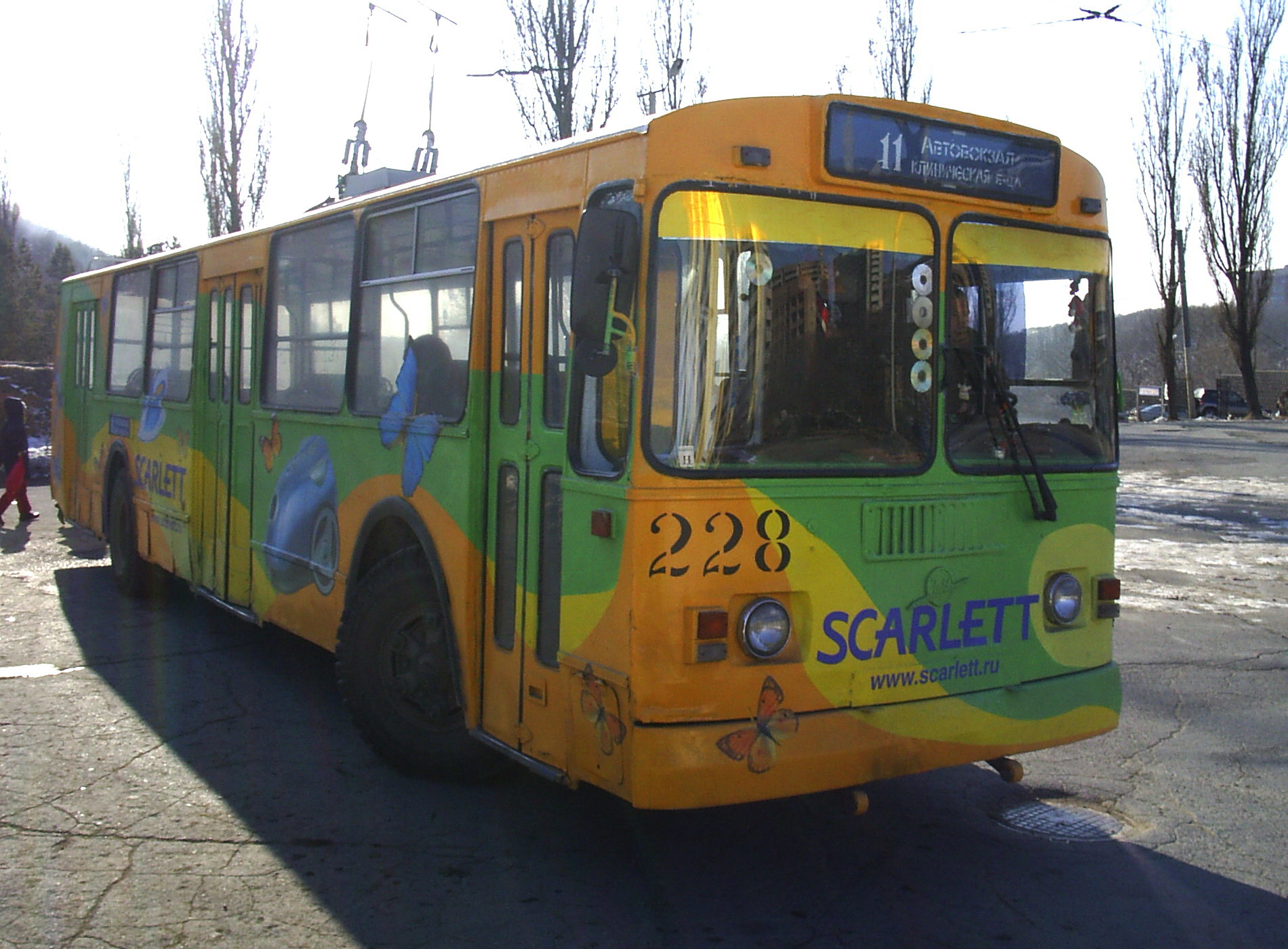
Тролейбус ЗіУ біля клінічної лікарні (2006 рік)
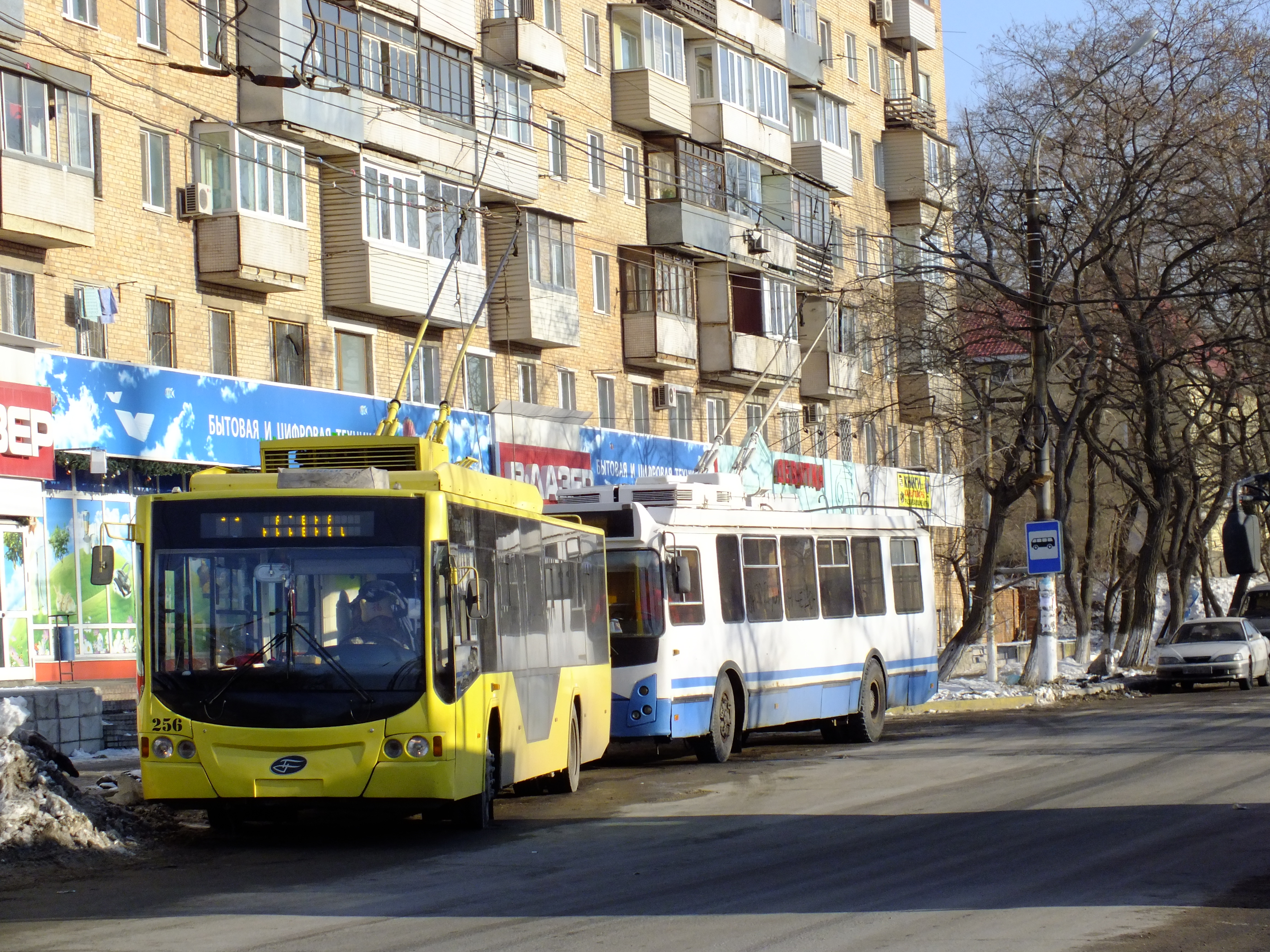
Тролейбуси на вулиці Руська біля автовокзалу (січень 2015 року)